# Sukamenak (Cikeusal)
Sukamenak is een bestuurslaag in het regentschap Serang van de provincie Banten, Indonesië. Sukamenak telt 6231 inwoners (volkstelling 2010).